# Pidhirne (obwód lwowski)
Pidhirne (ukr.  Підгірне; hist. Unterbergen) – wieś na Ukrainie w rejonie lwowskim (wcześniej w rejonie pustomyckim) obwodu lwowskiego.

## Historia
Osada powstała w ramach kolonizacji józefińskiej poprzez osadzenie w 1785 protestanckich Niemców na północny zachód wsi Podbereźce. 5 października 1891 przeniesiono ją z gminy Podbereźce do gminy Weinbergen.
Pod koniec XIX w. kolonia niemiecka w powiecie lwowskim.